# Ultimàtum alemany contra Bèlgica
L'ultimàtum alemany contra Bèlgica és un ultimàtum d'Alemanya a Bèlgica, fet el 2 d'agost de 1914 en Bèlgica, en que alemanya li va demanar a Bèlgica que deixés passar a l'exèrcit alemany pel seu territori per a poder lluitar contra França.
Bèlgica, en nom de la seva neutralitat permanent, va rebutjar l'ultimàtum el 3 d'agost i va ser envaïda per Alemanya l'endemà. Aquest va ser un dels primers episodis de la Primera Guerra Mundial.

## Antecedents
Després de la mobilització general de França i Alemanya, amb l'argument que, malgrat la seva promesa, retirada l'1 d'agost de 1914, de respectar la neutralitat de Bèlgica, Alemanya es veia obligada a creuar la frontera amb Bèlgica, ja que França es preparava dirigint-se cap al Mosa a través de Givet i Namur.

A l'1 d'agost de 1914, Antonin de Selliers de Moranville, cap de l'Estat Major de l'exèrcit belga, va informar que: 
| « | Bèlgica es defensarà contra tots els agressors, contra els últims i també contra els primers. Nosaltres no farem cap diferència entre un i altre. El que volem és que els estrangers armats no envaeixen el nostre territori. | » |

La resposta francesa va ser molt clara: 
| « | Tinc l'honor de informar-lo que el ministre de França em va fer verbalment la següent comunicació: estic autoritzat a dir que en cas de conflicte internacional, el Govern de la República, com sempre ha declarat, respectarà la neutralitat de Bèlgica. Suposant que aquesta neutralitat no fos respectada per un altre poder, el Govern francès, per la seva pròpia defensa, podria canviar la seva actitud. | » |

## L'ultimàtum
El 2 d'agost de 1914, sense ultimàtum ni declaració de guerra, Alemanya va envair Luxemburg. A les 19.00 h, Julien Davignon, el ministre d'Afers Exteriors belga, va rebre per escrit l'ultimàtum oficial amb data de 26 de juliol de 1914, transmesa el 29 de juliol a l'ambaixador alemany amb seu en Brussel·les:

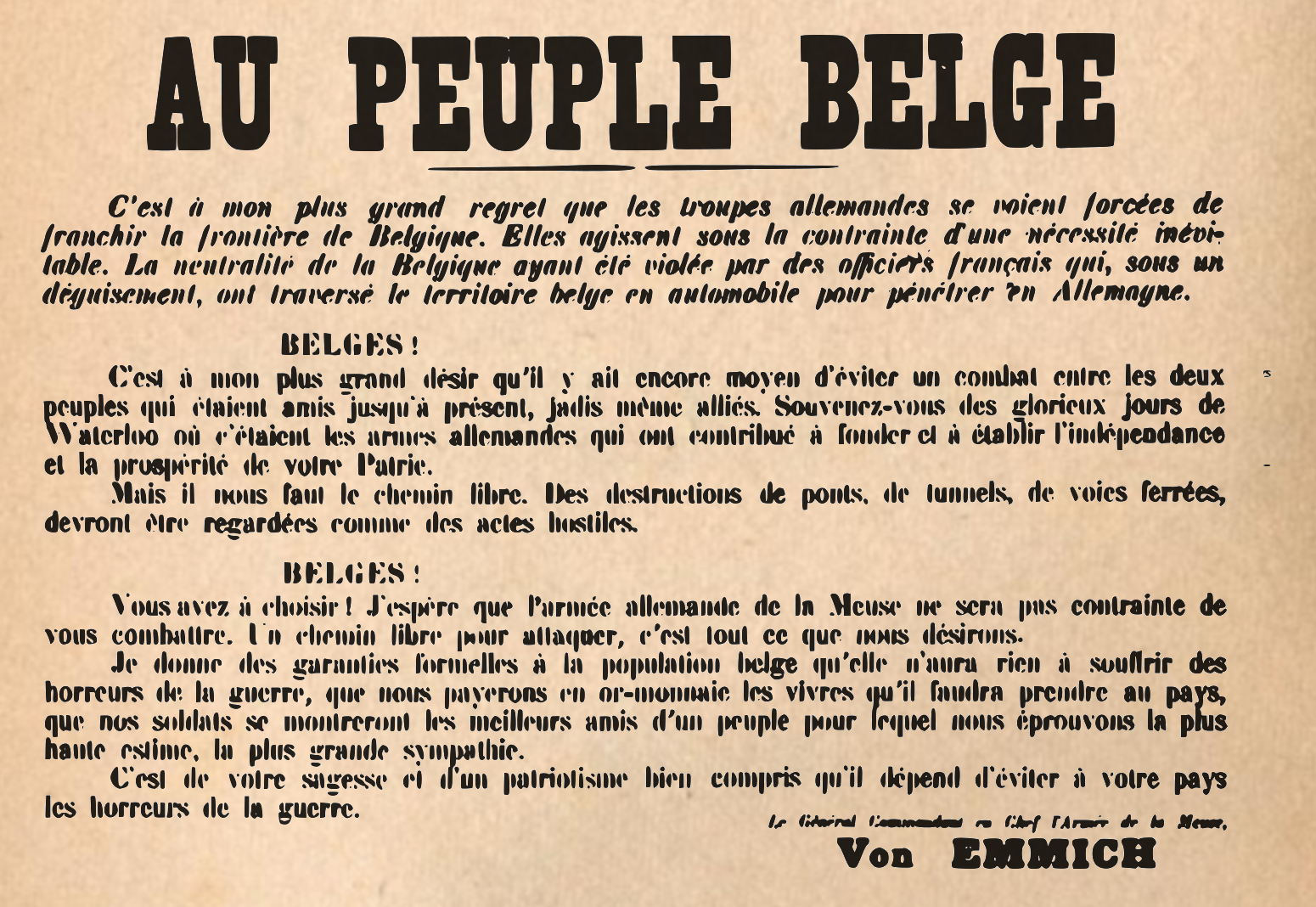
Missiva dirigida al poble belga per Otto von Emmich, 2 d'agost de 1914

| « | El Govern alemany ha rebut les notícies fiables, segons les quals les forces franceses tenen la intenció de marxar sobre el Mosa per Givet i Namur; aquestes notícies no deixen cap dubte sobre la intenció de França de marxar sobre Alemanya a través de territori belga. El Govern Imperial alemany no pot deixar de témer de que Bèlgica, malgrat la seva millor voluntat, no serà capaç de repel·lir amb èxit una marxa francesa amb un ampli pla per a assegurar l'adequada seguretat d'Alemanya contra aquesta amenaça; es tracta d'un deure de conservació per a Alemanya d'evitar l'atac de l'enemic. El Govern alemany es penediria molt fortament que Bèlgica considerés com un acte d'hostilitat contra ella el fet que les mesures dels enemics d'Alemanya l'obliguen a violar també, per la seva banda, el territori belga. Per aclarir qualsevol malentès, el Govern alemany afirma el següent: 1. Alemanya no té en vista cap acte d'hostilitat contra Bèlgica. Si Bèlgica consent, en la guerra que començarà, a prendre una actitud amistosa de neutralitat cap a Alemanya, el Govern alemany, per la seva banda, es compromet en el moment de la pau, a garantir la integritat i la independència del regne en tota la seva magnitud. 2. Alemanya es compromet, sota la condició indicada, evacuar el territori belga, tan aviat com arribi la pau. 3. Si s'observa una actitud amistosa de Bèlgica, Alemanya està preparada, d'acord amb les autoritats del Govern belga, comprar en efectiu tot el que és necessari per a les seves tropes i compensarà qualsevol dany causats en Bèlgica per les tropes alemanyes. 4. Si Bèlgica es comporta d'una manera hostil contra les tropes alemanyes, sobretot causant dificultats en el seu avanç per la resistència de les fortificacions del Mosa o per la destrucció de carreteres, ferrocarrils, túnels o altres estructures, Alemanya estarà obligada, a contracor, considerar a Bèlgica com un enemiga. El Govern té la ferma esperança que aquest esdeveniment no passarà i que el Govern belga prendrà les mesures adequades per a evitar que es produeixin els fets com els que acabem d'esmentar. En aquest cas, les relacions d'amistat entre els dos estats veïns es mantindran de manera sostenible. | » |

### La reacció belga

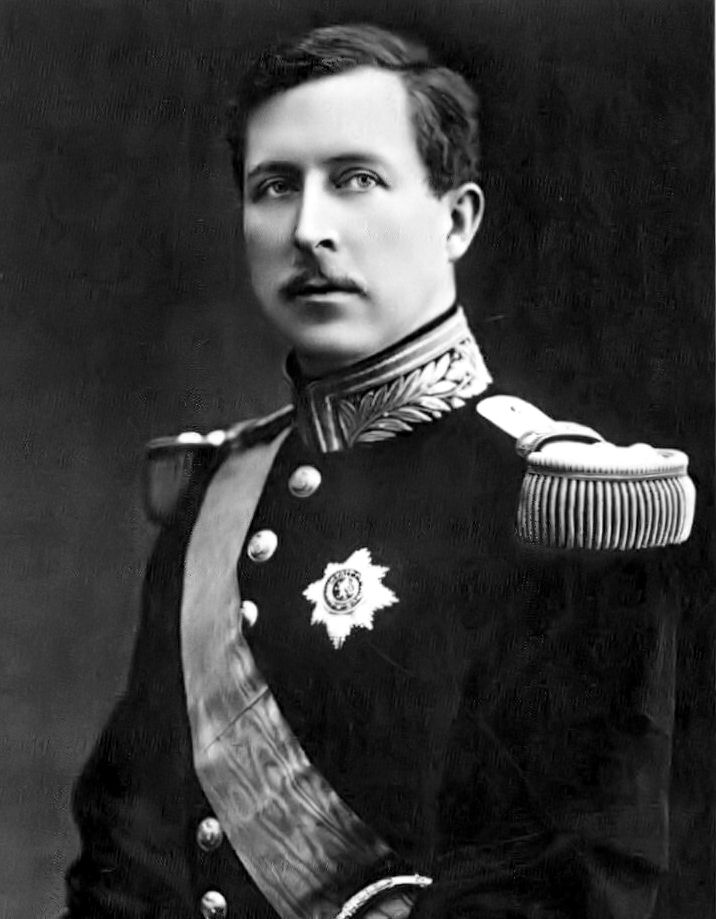
El rei Albert I, 1915

Alemanya va deixar 12 hores a Bèlgica perquè accepessin el pas lliure de les seves tropes. El Pla Schlieffen-Moltke suposava de fet el ràpid avanç cap endavant, de manera que les tropes que arrivaven en massa al nus ferroviari d'Aquisgrà s'abocarien cap a Bèlgica. En rebre la carta, el rei Albert I va convocar un consell de crisi que es va reunir tota la nit.
El 3 d'agost a les 7.00 h, el rei Albert I va fe saber que rebutjava l'ultimàtum:
| « | […] Cap interès estratègic justifica la violació de la llei. El Govern belga, acceptant les propostes que se li han notificat, sacrificaria l'honor de la nació, i al mateix temps trairia els seus deures vers Europa. Reconeixent el paper que Bèlgica ha exercit durant més de vuitanta anys en la civilització del món, es nega a creure que la independència de Bèlgica es pot mantenir a costa de violació de la seva neutralitat. Si aquesta esperança fos decebuda, el Govern belga està completament decidit a repel·lir amb tots els mitjans al seu abast, qualsevol interferència al seu dret. | » |

Albert I va ordenar la destrucció de ponts i túnels a la frontera amb Alemanya, i va esdevenir cap de l'exèrcit.
A les 18.45 h, el Baró de Schoen, ambaixador alemany a França, va declarar la guerra a França. A Brussel·les, el poble va animar als francesos cantant La Marsellesa.
Al 4 d'agost, Albert I de Bèlgica va ser ovacionat i Alemanya va envair Bèlgica. Mentre que el petit exèrcit belga dels forts de 200.000 homes van tractar de resistir, onze civils van ser executats en Visé per a donar exemple. Lieja va ser assetjada.